# Двуреченский сельсовет (Липецкая область)
Двуреченский сельсовет — сельское поселение в Грязинском районе Липецкой области Российской Федерации.
Административный центр — село Двуречки.

## История
Статус и границы сельского поселения установлены Законом Липецкой области от 23 сентября 2004 года № 126-ОЗ «Об установлении границ муниципальных образований Липецкой области»

## Население
| 2010  | 2012  | 2013  | 2014  | 2015  | 2016  | 2017  |
| ----- | ----- | ----- | ----- | ----- | ----- | ----- |
| 1661  | ↗1860 | ↗2018 | ↗2272 | ↗2417 | ↗2578 | ↗2691 |
| 2018  | 2021  |       |       |       |       |       |
| ↗2722 | ↗2867 |       |       |       |       |       |

## Состав сельского поселения
| № | Населённый пункт | Тип населённого пункта       | Население |
| - | ---------------- | ---------------------------- | --------- |
| 1 | Двуречки         | село, административный центр | ↗1736     |
| 2 | Первомайский     | посёлок                      | ↗229      |